# Anna Maria Orel
Anna Maria Orel (* 11. Dezember 1996 in Jõhvi) ist eine estnische Leichtathletin, die sich auf den Hammerwurf spezialisiert hat.

## Sportliche Laufbahn
Erste internationale Erfahrungen sammelte Anna Maria Orel im Jahr 2013, als sie bei den Jugendweltmeisterschaften in Donezk mit dem 3-kg-Hammer mit einer Weite von 53,16 m in der Qualifikation ausschied, wie auch bei den Juniorenweltmeisterschaften im Jahr darauf in Eugene mit 55,87 m. Auch bei den Junioreneuropameisterschaften 2015 in Eskilstuna reichten 60,13 m nicht für einen Finaleinzug. 2017 belegte sie dann bei den U23-Europameisterschaften in Bydgoszcz mit 63,24 m den zwölften Platz und qualifizierte sich zudem für die Weltmeisterschaften in London, bei denen 67,37 m aber nicht für den Finaleinzug reichten. 2018 schied sie  bei den Europameisterschaften in Berlin mit 67,22 m in der Qualifikation aus.
2017, 2019 und 2020 wurde Orel estnische Meisterin im Hammerwurf.